# Amunet
Amunet (/ˈæməˌnɛt/; còn được viết Amonet hay Amaunet) là một vị thần nguyên thủy trong tôn giáo Ai Cập cổ đại, được biết đến là nữ thần không trung và sự vô hình. Bà luôn được thay đổi hình ảnh trong các thời đại Ai Cập. Bà là một trong 8 vị thần Ogdoad tối cao và phối ngẫu của Amun.

## Biểu tượng
Tên của bà có nghĩa là "người phụ nữ bí ẩn". Quyền năng của bà được kết nối với những thế giới tĩnh lặng, huyền bí và tối tăm.
Cũng như các nữ thần khác trong nhóm Ogdoad, bà xuất hiện với hình ảnh một người phụ nữ với cái đầu hay một con rắn hoàn toàn. Bà đôi khi được miêu tả là người phụ nữ có đôi cánh dài hoặc đội túm lông đà điểu trên đầu.

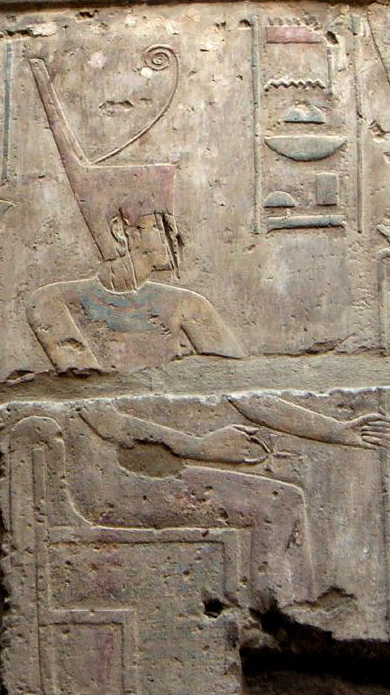
Bia đá có khắc hình ảnh nữ thần Amunet tại đền Luxor

Tại Karnak, Amunet được tô vẽ với trang phục màu đỏ, tay cầm quyền trượng và biểu tượng ankh.

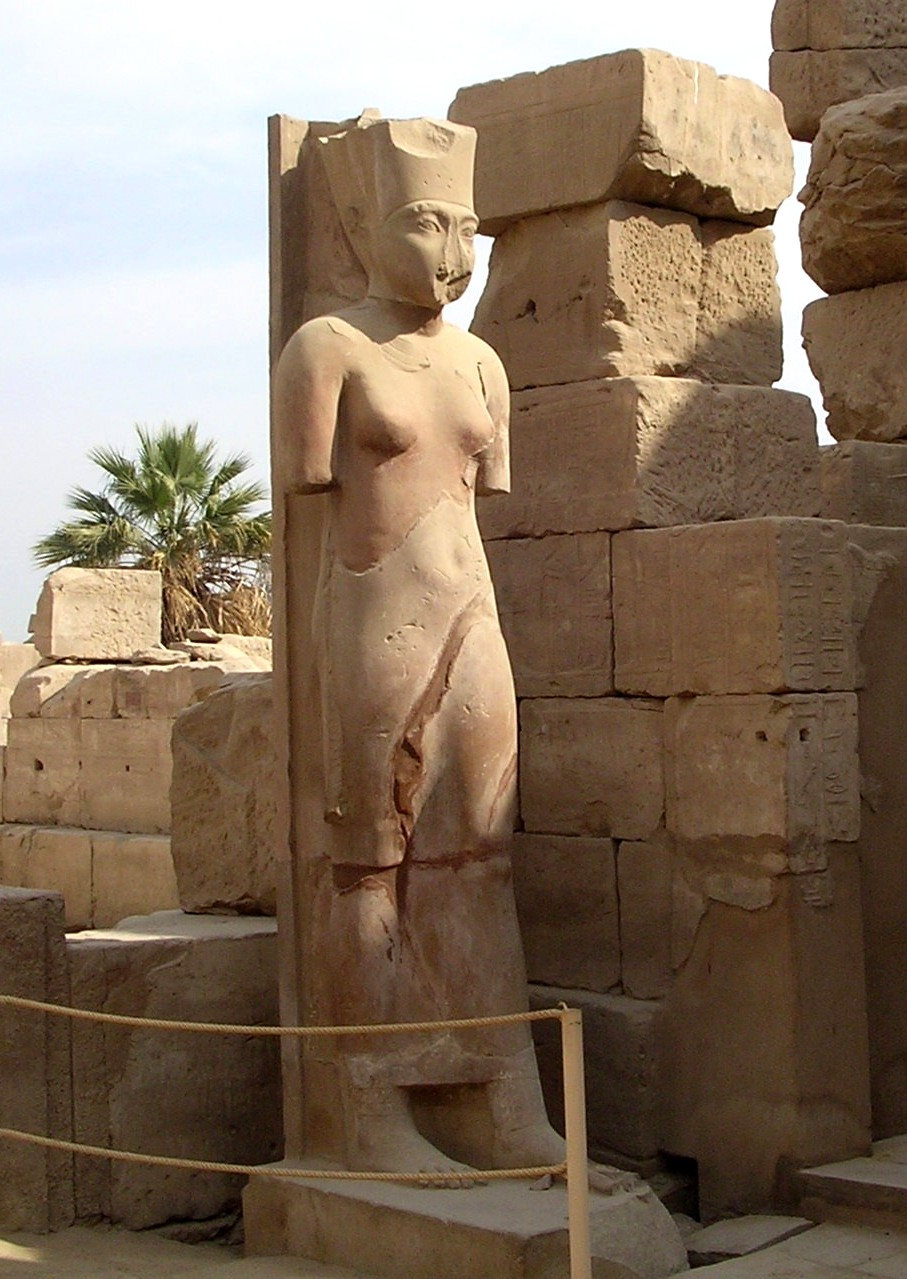
Tượng lớn Amunet tại đền Karnak.

## Vai trò
Dưới vương triều thứ 12, bà được sáp nhập vào Mut, vợ khác của Amun. Tuy nhiên, bà vẫn giữ vai trò quan trọng đối với cư dân vùng Thebes. tại đó thì bà được xem là nữ thần bảo vệ các pharaoh.
Nhiều năm sau đó, Amunet càng trở nên thắt chặt với Iusaaset (bà của các vị thần), như là cái bóng của thần sáng tạo Atum. Sự kết hợp này đã khiến cho bà trở thành mẹ của sự sáng tạo, chủ nhân của cái cây sự sống và sự trở về (người ta tin rằng cây keo cổ xưa nhất được tìm thấy tại Heliopolis, chính là thành phố mà các vị thần được sinh ra).
Bà được đồng nhất với nữ thần rắn Meretseger, là thần bảo vệ các lăng mộ và quan tài. Trong một số văn tự cổ, Amunet được hợp nhất với nữ thần Neith, và một bức tượng nữ thần Amunet hùng vĩ được đặt tại Karnak vào thời kì của Tutankhamun.